# Pierre Mac Orlan

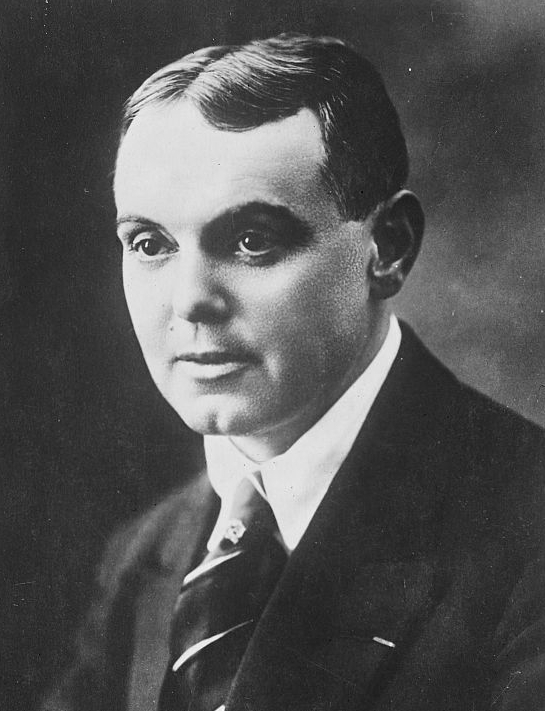
Pierre Mac Orlan

Pierre Mac Orlan född Pierre Dumarchey, född 26 februari 1882, död 27 juni 1970, var en fransk författare.

## Biografi
Mac Orlan framträdde efter ett oroligt reseliv i Europa och Afrika 1911 som författare och framträdde därefter med poesi som i Oeuvres poétiques complètes (1931) men främst i skönlitteratur med äventyrsromaner som La cavalière Elsa (1921) och La Venus internationale (1923).
Mac Orlans romaner blandar dröm och verklighet på ett sätt som har gjort honom älskad av filmskaparna (Dimmornas kaj, 1927). 
Mac Orlan var medlem i Goncourt Akademin.